# Tetrax tetrax
El sisón común (Tetrax tetrax) es una especie de ave otidiforme de la familia Otididae, la única del género Tetrax. Es propia del suroeste de la región paleártica. Su nombre común se debe al sonido que produce su vuelo, ya que emite una especie de silbido continuo al batir las alas, que se debe a que una de las plumas del borde es más corta que las demás. En enero de 2017 fue elegida ave del año por SEO/Birdlife para denunciar el acusado decrecimiento de las poblaciones en los últimos años.

## Descripción

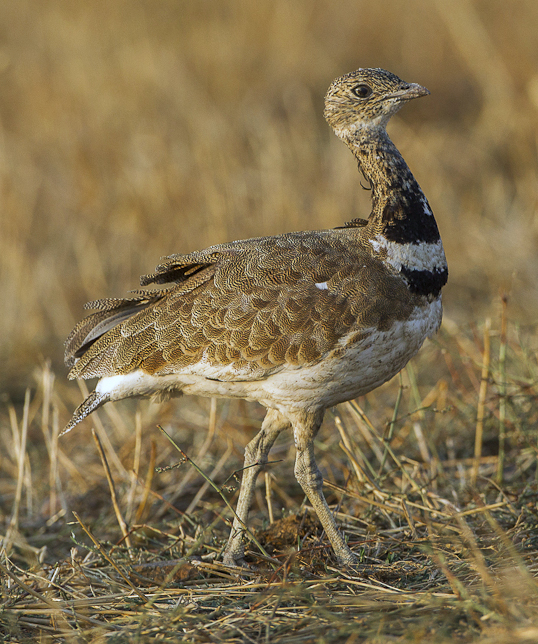
Macho mudando el plumaje tras la época de cría.

El sisón común es un ave esbelta de cuello largo y patas también largas, aunque no tanto como las de las aves zancudas. A pesar de ser la avutarda de menor tamaño del Paleártico, es un ave de tamaño considerable, que mide entre 42 a 45 cm de pico a cola, con una envergadura alar de 90 a 110 cm y un peso de alrededor de 830 g. En vuelo sus largas alas son enteramente blancas en la parte inferior y la mitad distal de la parte superior. El macho en época de cría se caracteriza por tener el cuello negro con dos listas blancas, una en la base y otra en forma de uve en la mitad. Su cabeza es gris, salvo el píleo que es castaño dorado veteado como el resto de partes superiores, mientras que sus partes inferiores son blancas. Tras la época de cría la cabeza y el cuello de los machos se vuelve de tonos pardos, adquiriendo una apariencia similar a la de las hembras. Los inmaduros también tienen un aspecto similar a las hembras. Ambos sexos suelen ser silenciosos, pero los machos en época de cría suelen emitir llamadas de tipo: prrt.

## Taxonomía y etimología
El sisón común es la única especie del género Tetrax, perteneciente a la familia Otididae. Actualmente esta familia de aves que habitan en estepas y desiertos se clasifica en su propio orden, Otidiformes, aunque tradicionalmente se clasificaba dentro de Gruiformes.
El sisón común fue descrito científicamente por Carlos Linneo en 1758 en la décima edición de su obra Systema naturae, con el nombre de Otis tetrax. En 1817 fue trasladado a su propio género, Tetrax, creado por el naturalista inglés Thomas Ignatius Maria Forster. Es una especie monotípica, es decir, no se reconocen subespecies diferenciadas.
Tetrax es un término griego que designaba a un ave sin identificación exacta que aparece mencionada en varios textos de la antigüedad como pieza de caza. Su nombre común en español se debe al siseo continuo que producen las plumas de sus alas cuando las bate durante el vuelo.

## Comportamiento

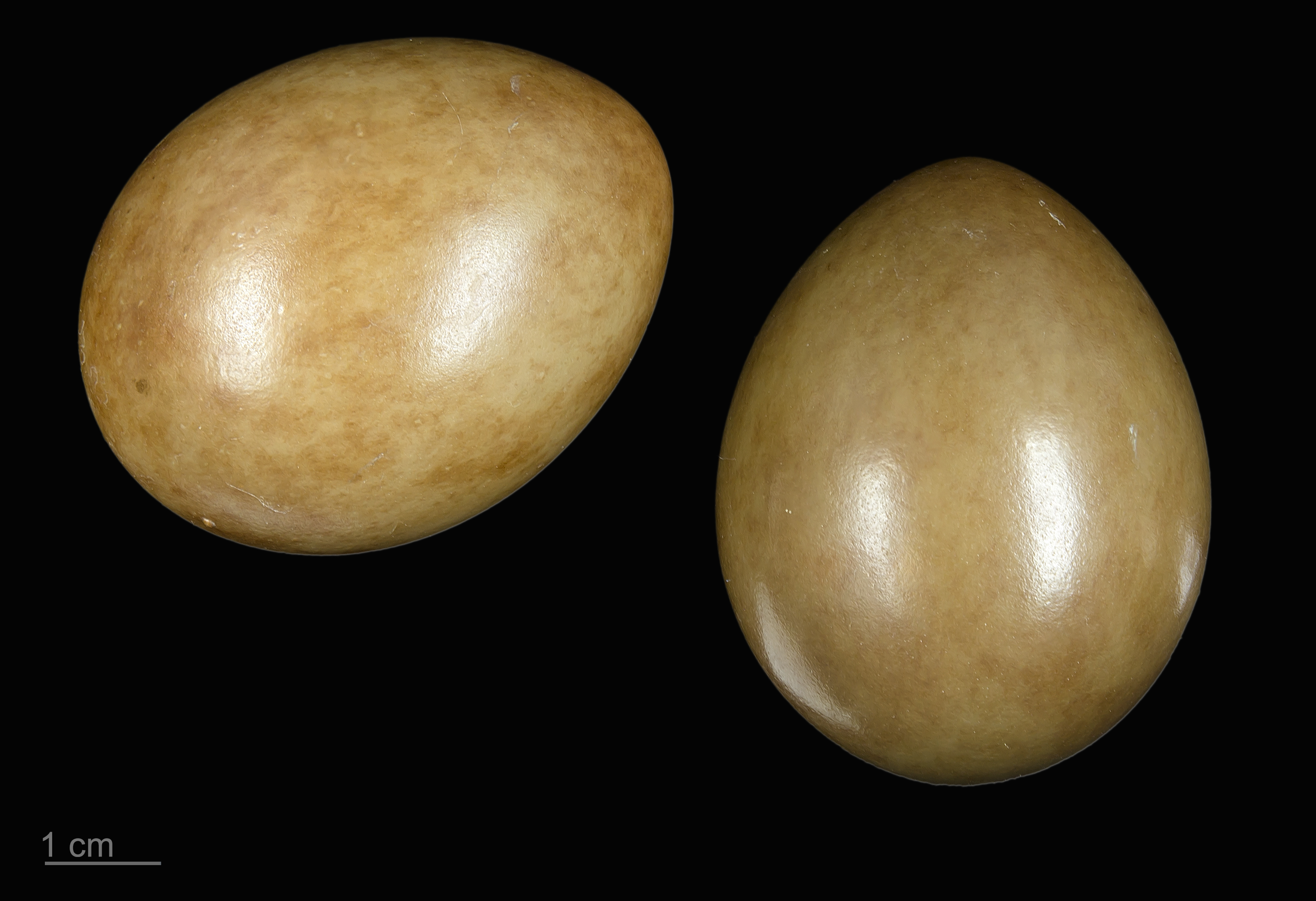
Tetrax tetrax - MHNT

Habita en herbazales, cultivos herbáceos, pastizales y zonas de regadío en invierno. Se extiende por el suroeste de Eurasia y el norte de África. Es común, aunque en declive, en el centro y sur de España. Es un ave sedentaria en las zonas meridionales y pero las poblaciones más septentrionales migran al sur en invierno. Es bastante gregario, especialmente en invierno. Suele caminar con un paso lento, y prefiere correr a volar cuando es molestado.
El sisón común es omnívoro, se alimenta de semillas, insectos, pequeños roedores y reptiles. Los machos emiten su reclamo característico de abril a mayo para atraer a las hembras. Como los demás miembros de su familia los machos realizan llamativas exhibiciones, en las que dan saltos en el aire y patalean. Las hembras ponen entre tres y cinco huevos en el suelo.